# ياكوب سيجيسموند بيك
ياكوب سيجيسموند بيك (بالإنجليزية: Jakob Sigismund Beck)‏ (6 أغسطس 1761 - 29 أغسطس 1840) كان فيلسوفًا ألمانيًا.